# Bernhard Kohl

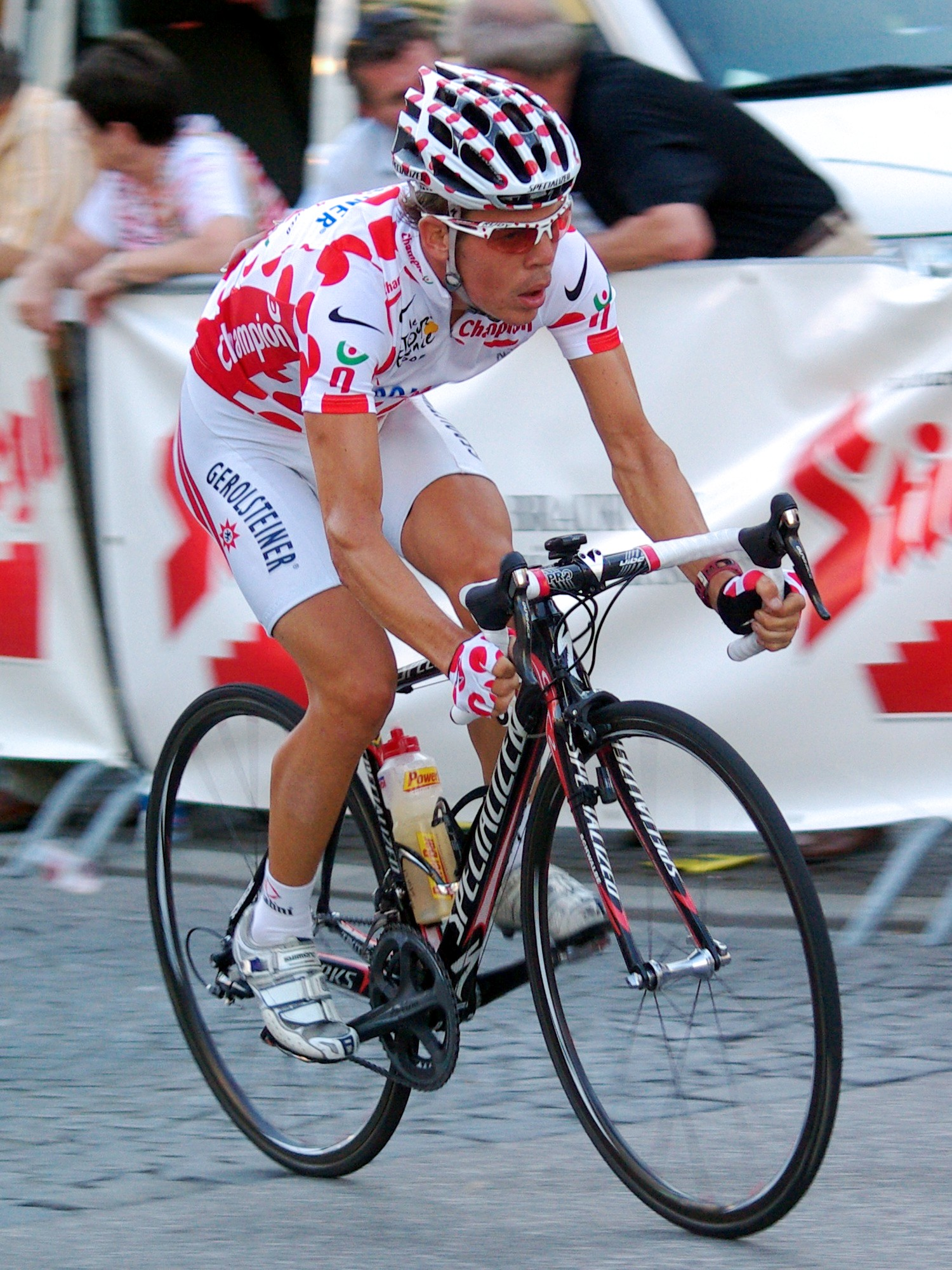
Bernhard Kohl 2008

Bernhard Kohl (Wenen, 4 januari 1982) is een voormalig Oostenrijks wielrenner.

## Carrière
In zijn beginjaren als prof reed Bernhard Kohl ooit nog voor het Rabobank Continental Team, de opleidingsploeg van het 'grote' Rabobank. Sinds 2007 rijdt hij voor het Duitse Team Gerolsteiner. Kohl werd een van de klimrevelaties in 2006, met onder andere een derde plaats in de Dauphiné Libéré. In de Vuelta viel hij na een week weg, hij stond op dat moment achtste in het algemeen klassement. In 2008 reed hij een verrassend sterke Tour. Hij won daarin het bergklassement en veroverde mede door een verrassend sterk gereden laatste tijdrit de 3e plaats in het eindklassement.
Op 13 oktober 2008 maakte de Franse sportkrant L'Équipe bekend dat deze prestatie door Kohl behaald is met behulp van de derde generatie epo, genaamd CERA. Korte tijd later bekende Kohl het dopinggebruik. Hij werd geschorst voor twee jaar en maakte in 2009 zijn afscheid van het wielrennen bekend. "Ik heb vrijwillig doping gebruikt in een systeem waarin je zonder doping niet kan winnen. Ik wil dat dubbelleven, dat op leugens is gebaseerd, niet meer. Het is voorbij", aldus Kohl. Zijn contract voor 2009 bij Silence-Lotto werd hierdoor voor aanvang weer ontbonden. Kohl werd in juni 2010 geschorst tot 6 juli 2014.

## Belangrijkste overwinningen
2002
- Oostenrijks kampioen op de weg, Beloften

2004
- Eindklassement Ronde van de Pyreneeën

2006
- Oostenrijks kampioen op de weg, Elite

## Resultaten in voornaamste wedstrijden
| Jaar | Ronde van Italië | Ronde van Frankrijk | Ronde van Spanje |
| ---- | ---------------- | ------------------- | ---------------- |
| 2005 |                  |                     | 110e             |
| 2006 |                  |                     | opgave           |
| 2007 |                  | 31e                 |                  |
| 2008 |                  | ↑                   |                  |

| Jaar | Milaan-San Remo | Luik-Bast.‑Luik | Ronde van Lombardije |  | Wereldranglijsten |
| ---- | --------------- | --------------- | -------------------- |  | ----------------- |
| 2005 |                 |                 | 69e                  |  |                   |
| 2006 |                 |                 |                      |  | 70e (UPT)         |
| 2007 |                 | 35e             |                      |  |                   |
| 2008 | 130e            |                 |                      |  |                   |

## Ploegen
- 2002 - ELK Haus Radteam Sportunion Schrems (Amateur)
- 2003 - Rabobank TT3 (Amateur)
- 2004 - Rabobank TT3 (Amateur)
- 2005 - T-Mobile Team
- 2006 - T-Mobile Team
- 2007 - Team Gerolsteiner
- 2008 - Team Gerolsteiner